# Powiat Trzciana
Powiat Trzciana (czes., słow. Okres Trstená, węg. Trsztenai járás) – dawny powiat czechosłowacki z siedzibą w Trzcianie, istniejący do 1960 roku.
Powiat był jedną z 4 jednostek podziału administracyjnego komitatu Árva (węg. Árva vármegye), części Królestwa Węgier. Po rozpadzie Austro-Węgier wszedł w skład Czechosłowacji. W wyniku podziału Orawy z 28 lipca 1920 roku większość powiatu włączono do Polski (m.in. Jabłonka, Orawka, Sucha Góra, część Lipnicy Wielkiej), siedziba pozostała jednak po stronie czechosłowackiej.
1 stycznia 1923 roku wszedł w życie nowy podział administracyjny Słowacji – powiat Trzciana stał się częścią żupy podtatrzańskiej (XIX), zniesionej 1 czerwca 1928 roku. W okresie międzywojennym powiększono go o powiat Twardoszyn, doszło również do korekt granicznych – Polska przekazała Czechosłowacji Głodówkę i Suchą Górę, Czechosłowacja – część Lipnicy Wielkiej; w 1938 roku Polska odzyskała przekazane wówczas wsie.
W listopadzie 1939 roku, na mocy granicznej umowy niemiecko-słowackiej, do powiatu przyłączono ziemie przypadłe Polsce w 1920 roku. W podziale administracyjnym Pierwszej Republiki Słowackiej od 1 stycznia 1940 roku należał do żupy tatrzańskiej. Rozporządzeniami Słowackiej Rady Narodowej z 1945 roku przywrócono przedwojenny podział administracyjny, a powiat powrócił do granic sprzed 1938 roku.
1 stycznia 1948 roku jednostka została włączona do nowo utworzonego kraju żylińskiego.
Powiat został zniesiony w wyniku reformy administracyjnej z 11 kwietnia 1960 roku – jego teren włączono do powiatu Dolny Kubin w kraju środkowosłowackim.
24 lipca 1996 przywrócono powiat Twardoszyn, w granicach zbliżonych do dawnego powiatu z siedzibą w Trzcianie.